# Caran d'Ache
|  | Per a altres significats, vegeu «Caran d'Ache (companyia)». |

Caran d'Ache (Moscou, 6 de novembre de 1858 - París, 25 de febrer de 1909) va ser el pseudònim utilitzat per Emmanuel Poiré, caricaturista i historietista francés del segle xix. "Caran d'Ache" prové de la paraula russa karandash (карандаш), que significa llapis (del turc kara taş, "pedra negra"). Els seus primers treballs glorificaven l'Era Napoleònica, posteriorment va crear "històries sense paraules" i va treballar en periòdics com Lundi du Figaro. Se'l considera un dels primers grans historietistes francesos, al costat de Christophe.